# Liste der Provinzialstraßen in der Provinz Noord-Holland
Die Liste der Provinzialstraßen in der Provinz Nordholland ist eine Auflistung der Provinzialstraßen (niederländisch: provinciale wegen) in der niederländischen Provinz Noord-Holland.
Die Provinzialstraßen tragen eine N-Nummer. Es gibt aber auch nicht gekennzeichnete Provinzialstraßen. Bei den mit einer N-Nummer versehenen Provinzialstraßen werden zwei Klassen unterschieden. Die Provinzialstraßen erster Ordnung tragen in Noord-Holland dreistellige N-Nummern, die in der Regel mit der Ziffer 2 beginnen, diejenigen zweiter Ordnung beginnen in Noord-Holland mit der Ziffer 5.
Die erlaubte Höchstgeschwindigkeit beträgt innerhalb geschlossener Ortschaften 50 km/h. Außerhalb geschlossener Ortschaften beträgt sie in der Regel 80 km/h.

## Provinzialstraßen erster Ordnung
Der Straßenverlauf wird in der Regel von Nord nach Süd und von West nach Ost angegeben.
| Nr.   | Verlauf |
| ----- | --- |
| N 197 | Heemskerk – in Velsen-Noord |
| N 200 | Zandvoort – Haarlem – N 208 – ... Unterbrechung ... – N 519 – Halfweg – / in Amsterdam |
| N 201 | Zandvoort – Aerdenhout – N 206 – Heemstede – N 208 (– Abzweig zur N 205 nach Haarlem) – Hoofddorp – N 520 – – Aalsmeer – N 231 – Uithoorn – N 521 – Mijdrecht – Provinzgrenze – (N 201 in der Provinz Utrecht) – Provinzgrenze – N 523 – Hilversum – N 403 – N 417 – |
| N 202 | in Velsen-Zuid – in Amsterdam |
| N 203 | in Alkmaar – Heiloo – Limmen – N 513 – Castricum – Uitgeest – – Krommenie – – Wormerveer – Zaandam – N 515 – N 516 – Nordseekanal |
| N 205 | N 208 in Haarlem – N 201 – N 232 – Vijfhuizen – N 207 in Nieuw-Vennep |
| N 206 | N 201 in Aerdenhout – Vogelenzang – Provinzgrenze – (N 206 in Provinz Zuid-Holland) – Provinzgrenze – ohne Abzweig einer klassifizierten Straße – Provinzgrenze – (N 206 in Provinz Zuid-Holland)                                                                    |
| N 207 | (N 207 in Provinz Zuid-Holland) – Provinzgrenze – N 205 – Nieuw-Vennep – N 520 – – Provinzgrenze – (N 207 in Provinz Zuid-Holland) |
| N 208 | in Velserbroek – Haarlem-Nord – Bloemendaal – N 200 – Haarlem-West – N 205 – Heemstede – N 201 – Bennebroek – Provinzgrenze – (N 208 in Provinz Zuid-Holland) |
| N 231 | N 232 in Schiphol-Oost – Aalsmeer – N 201 – Provinzgrenze – (N 231 in Provinz Zuid-Holland) |
| N 232 | N 205 in Haarlem – Boesingheliede – N 520 – Badhoevedorp – Schiphol-Noord – – N 231 – in Amsterdam |
| N 235 | – Zuidoostbeemster – Purmerend – Ilpendam – Watergang – Het Schouw – N 247 |
| N 236 | / in Amsterdam – Weesp – N 523 – N 524 in Bussum |
| N 239 | N 242 in Nieuwe-Niedorp – – N 240 in Medemblik |
| N 240 | in Hollebalg – Westerland – Slootdorp – N 248 – Robbenplaat – Schelphorst – – Wieringerwerf – Medemblik – N 239 – Zwaagdijk-Oost – N 307/N 505 |
| N 241 | N 248 in Schagen – Zijdewind – N 242 – Oude-Niedorp – Opmeer – in Wognum |
| N 242 | in Middenmeer – N 239 – Nieuwe-Niedorp – N 241 – N 504 – Noord-Scharwoude – Zuid-Scharwoude – Heerhugowaard – Sint Pancras – N 508 – Alkmaar – N 243 – N 244 – / |
| N 243 | N 242 in Alkmaar – Stompetoren – Schermerhorn – N 509 – Avenhorn – in Scharwoude |
| N 244 | N 242 in Alkmaar – Boekel – Akersloot – /N 246 – West-Graftdijk – De Rijp – Middenbeemster – Purmerend – N 247 in Edam |
| N 245 | N 248 in Schagen – Dirkshorn – N 504 – in Alkmaar |
| N 246 | /N 244 – Markenbinnen – Wormerveer – N 203 – – Westzaan – N 516 – Buitenhuizen – in Beverwijk |
| N 247 | in Scharwoude – Oosthuizen – Edam – N 244 – N 517 – Zedde – Katwoude – Monnickendam – Broek in Waterland – N 235 – / in Amsterdam |
| N 248 | – N 249 – Schagerbrug – N 245 – Schagen – N 241 – Kolhorn – Middenmeer – N 240 in Wieringerwerf |
| N 249 | N 248 – ’t Zand – Anna Paulowna – in Van Ewijcksluis |
| N 250 | Hafen in Den Helder – Den Helder – Flughafen Den Helder – / |
| N 307 | in Hoorn – N 240/N 505 – Hoogkarspel – N 506 – Bovenkarspel – Enkhuizen – N 505 – Provinzgrenze – (N 302 in der Provinz Flevoland) |

## Provinzialstraßen zweiter Ordnung
Der Straßenverlauf wird in der Regel von Nord nach Süd und von West nach Ost angegeben.
| Nr.   | Verlauf |
| ----- | --- |
| N 403 | (N 403 in der Provinz Utrecht) – Provinzgrenze – Oud-Loosdrecht – Nieuw-Loosdrecht – N 201 in Hilversum         |
| N 415 | Ring in Hilversum – Provinzgrenze – (N 415 in der Provinz Utrecht)                                              |
| N 417 | N 201 in Hilversum – Provinzgrenze – (N 417 in der Provinz Utrecht)                                             |
| N 501 | De Koog – Den Burg – ’t Horntje – Fährhafen der Insel Texel                                                     |
| N 502 | Den Helder – Julianadorp – Groote Keeten – Callantsoog – N 503 – Sint Maartenszee – Petten – Mennonietenbuurt – |
| N 503 | N 502 – in Stolpen                                                                                              |
| N 504 | in Schoorl – N 245 – Oudkarspel – N 242 in Noord-Scharwoude                                                     |
| N 505 | N 307 - Hoogkarspel - Grootebroek - Bovenkarspel - N 307 in Enkhuizen                                           |
| N 506 | in Hoorn – Grootebroek – Bovenkarspel – N 302 in Enkhuizen                                                      |
| N 507 | N 242 in Heerhugowaard – Obdam – Spierdijk – N 243 in Avenhorn                                                  |
| N 508 | N 245 in Alkmaar – N 242 – Oterleek – Rustenburg                                                                |
| N 509 | N 243 – Noordbeemster – N 247 in Oosthuizen                                                                     |
| N 510 | Bergen aan Zee – N 511 – Bergen – in Alkmaar                                                                    |
| N 511 | N 510 – Het Woud – Wimmenum – N 512 in Egmond aan den Hoef                                                      |
| N 512 | in Alkmaar – Egmond aan den Hoef – N 511 – Rinnegom – Egmond-Binnen – Bakkum – N 513 – Castricum                |
| N 513 | Castricum aan Zee – N 512 – Castricum – N 203                                                                   |
| N 514 | /N 246 in Wormerveer – Wormer – N 203 in Wormerveer                                                             |
| N 515 | N 246 in Westzaan – Zaandam – – N 203 –                                                                         |
| N 516 | N 246 in Buitenhuizen – Zaandam – N 203 (– Abzweig zur in Oostzaan) – in Zaandam                                |
| N 517 | N 247 – Volendam                                                                                                |
| N 518 | N 248 in Monnickendam – Marken                                                                                  |
| N 519 | N 200 in Halfweg – Zwanenburg – N 232 in Boesingheliede                                                         |
| N 520 | N 232 – Lijnden – N 201 – Hoofddorp – N 207 in Nieuw-Vennep                                                     |
| N 521 | N 232 – in Amstelveen – Leegmeer – N 201 in Uithoorn                                                            |
| N 522 | in Amstelveen – Ouderkerk aan de Amstel –                                                                       |
| N 523 | N 236 – Nederhorst den Berg – Overmeer – N 201                                                                  |
| N 524 | Bussum-Zuid – N 236 – Ring in Hilversum                                                                         |
| N 525 | in Laren – Ring in Hilversum                                                                                    |
| N 526 | N 527 – Blaricum                                                                                                |
| N 527 | Huizen – N 526 –                                                                                                |